# Strogo za javnost
Strogo za javnost je deseta po redu knjiga književnika Perice Jokića, objavljena u izdanju „Alme“ iz Beograda, 2016. godine.

## Trostruki jubilej
Strogo za javnost je 10. po redu knjiga Perice Jokića. Njome autor na simboličan način obeležava 20 godina od objavljivanja svoje prve knjige (Pametniji popušta, 11.4.1996) kao i 30 godina od emitovanja njegovog prvog aforizma, 24.8.1986. u radio emisiji „Tup-tup“ Drugog programa radio Beograda.

## Struktura knjige
Knjiga Strogo za javnost podeljena je u dva dela. Prvi deo čine aforizmi, dok su u drugom delu knjige Peričini zakoni. Oba dela imaju određeni moto. Za deo sa aforizmima on glasi: Šteta za moje aforizme što ih pišem ja, inače bi bili odlični. Za deo u kojem su smešteni Peričini zakoni, on glasi: Perica je Marfijev učenik i svaka sličnost sa Marfijem proizilazi iz toga. Ali sudeći po onom da učenik često nadmaši svog učitelja,Marfi će preispitati mogućnosti kako da, eventualno, bude Peričin učenik.

## Retrospektiva
Građa za knjigu Strogo za javnost nastajala je tokom poslednje dve decenije. Mnogi koji prate rad ovog autora pronaći će u knjizi veliki broj aforizama sa kojima su se već susretali preko štampe, javnih nastupa, promocija, ili su ih zapamtili iz mnogobrojnih zbornika, almanaha ili antologija u kojima se Jokić pojavljuje. Knjigom Strogo za javnost autor je napravio retrospektivu najznačajnijih momenata iz svog opusa.

## Tematika
Tema Jokićevih aforizama je uobičajena za ovu vrstu književnosti: politika, žene, sport, škola, okruženje, život. U tom hodu on pokazuje svoju višeznačnost, i svoju originalnost. Kod prvog susreta i čitanja njegovih aforizama osjeća se visoki stepen ambivalencije, kao da i za njihovo prevođenje do stepena jasnosti postoji nekoliko puteva.

## Iz recenzije
“Jokićevi aforizmi, za razliku od nekih aforističara u koje ubrajam i Heraklita, imaju jednu dimenziju više. Imaju moralnu osobenost. Heraklit je saopštavao na taj način antropološke istine, kao aforizme, koje čine temelje ove civilizacije, na kojima se ona održava, i život u njoj! Heraklitovi aforizmi su naučne istine vječnosti, i njene preteče i filozofske potvrde saopšteni u imperativnoj formi: to je tako i drugačije ne može biti! U tom pogledu je on i prorok na nivou beskonačnosti!” (Prof. dr Jovan N. Striković)

## Moralni diskurs
Moralni diskurs koji se provlači kroz Jokićeve aforizme više je nego uočljiv, poučan, tačan odnosno istinit u svim saznanjima koja nose sa
sobom. Kao na primer : Neću da izađem na izbore. Mogao bi neko zbog mene i da pobijedi. Iako on ima satiričnu aromu, on je više moralna prepreka sadržana u odgovornosti, i strahu da on ne bude neki okidač koji će odlučiti ko će pobediti. On za sebe čuva teren ko god pobedi, jer ta pobeda nikada ne može biti ni indiferentna niti sterilna u smislu savršenstva! Verovatno da negde u dubini ili blizini svog genetskog koda neki od čuvara njegovog hoda kontrolišu izgovorenu reč, nekad i u snu, a nekmoli na javi.